# Triodopsis maratima
Triodopsis maratima är en snäckart som först beskrevs av Henry Augustus Pilsbry 1890.  Triodopsis maratima ingår i släktet Triodopsis och familjen Polygyridae. Inga underarter finns listade i Catalogue of Life.